# Resolutie 249 Veiligheidsraad Verenigde Naties
Resolutie 249 van de Veiligheidsraad van de Verenigde Naties werd unaniem aangenomen op 18 april 1968. De Veiligheidsraad beval Mauritius aan voor VN-lidmaatschap.

## Achtergrond
In 1968 werd Mauritius een onafhankelijke staat binnen het Britse Gemenebest.

## Inhoud
De Veiligheidsraad had de aanvraag van Mauritius bestudeerd, en beval de Algemene Vergadering aan om Mauritius toe te laten als VN-lidstaat.

## Verwante resoluties
- Resolutie 230 Veiligheidsraad Verenigde Naties (Barbados)
- Resolutie 243 Veiligheidsraad Verenigde Naties (Zuid-Jemen)
- Resolutie 257 Veiligheidsraad Verenigde Naties (Swaziland)
- Resolutie 260 Veiligheidsraad Verenigde Naties (Equatoriaal-Guinea)

Lijst ·  245 ·  246 ·  247 ·  248 ·  249 ·  250 ·  251 ·  252 ·  253 ·  254 ·  255 ·  256 ·  257 ·  258 ·  259 ·  260 ·  261 ·  262